# Edwin N. Lightfoot
Edwin Niblock Lightfoot Jr. (* 25. September 1925 in Milwaukee; † 2. Oktober 2017 in Madison) war ein US-amerikanischer Chemieingenieur und Professor in der Abteilung Chemie- und Biologieingenieurwesen der University of Wisconsin–Madison. Er erforschte Transportphänomene, unter anderem biologische Stoffaustauschprozesse, Reaktionsmodelle für Transportprozesse und Trennungsprozesse. Zusammen mit Robert Byron Bird und Warren E. Stewart verfasste er das Buch Transport Phenomena. 1974 schrieb er Transport Phenomena and Living Systems: Biomedical Aspects of Momentum and Mass Transport. Lightfoot wurde 2004 mit der National Medal of Science für Ingenieurwissenschaften geehrt.

## Leben
Lightfoot erwarb 1947 den Bachelor und 1950 den Ph.D. in Chemieingenieurwesen an der Cornell University. Zunächst arbeitete er als Ingenieur bei General Foods in Hoboken. Seine Doktorarbeit Gasification of Coke  wurde von der Pittsburgh Consolidation Coal Company unterstützt. Anschließend war er für das Unternehmen Pfizer tätig und erhielt für die Entwicklung eines kommerziellen Verfahrens zur Rückgewinnung und Reinigung von Vitamin B12 das Patent US2787578 A. Seine Karriere als Hochschullehrer begann er 1953 an der University of Wisconsin–Madison. Dort verfasste er zusammen mit seinen Kollegen R. Byron Bird und Warren E. Stewart das Buch Transport Phenomena. Die erste Edition wurde 41 Jahre lang gedruckt und in fünf Sprachen übersetzt, 2001 folgte die zweite Edition. 1974 verfasste Lightfoot das Buch Transport Phenomena and Living Systems: Biomedical Aspects of Momentum and Mass Transport. Lightfoot war bis zu seinem Rückzug im Jahr 1996 Professor für Chemieingenieurwesen. Sein wissenschaftliches Interesse lag zunächst in der Verbesserung von Trennprozessen und der Kontrolle der Dynamik biologischer System. Später widmete er sich auch der Quantenbiologie.
Lightfoot hat als Erfinder in den Vereinigten Staaten die Patente US2996430A zur Rückgewinnung von Vitamin B12 durch synthetisches Ionenaustauscherharz (Pfizer), US3094936A über Brennstoffzellen für Sumpfpumpen (A. O. Smith Corporation), US7141171 zur Trennung auf Basis von Membrankaskaden (2006) und zusammen mit Michael Cochrem für ein Gegenstromkaskadensystem mit einer neuartigen Trenntechnik angemeldet.

## Auszeichnungen und Ehrungen
Lightfoot wurde 1992 zum Mitglied der American Academy of Arts and Sciences gewählt. Außerdem wurde er 1979 für seine „Beiträge zu Stoffaustausch- und Trennprozessen sowie Forschung zu quantitativen Entwurfsverfahren in der biochemischen und biomedizinischen Technik“ in die National Academy of Engineering und 1995 in die National Academy of Sciences gewählt. Er war außerdem Gründungsmitglied des American Institute of Medical and Biological Engineering (1992).
1985 wurde er für seinen Beitrag zur Literatur im Bereich Chemieingenieurwesen mit dem William Walker Award des American Institute of Chemical Engineers geehrt und er erhielt 1991 den Warren K. Lewis Award for Chemical Engineering Education.
Außerdem erhielt er 1985 den Ehrendoktor der Universität Trondheim (ehemals Norwegisches Institut für Technologie, heute Technisch-Naturwissenschaftliche Universität Norwegens), bei der er 1962 ein Forschungsstipendium hatte. Im Jahr 2000 erhielt er den Ehrendoktortitel der Technischen Universität Dänemarks.
Lightfoot erhielt 2004 die National Medal of Science von Präsident George W. Bush „für seine innovative Forschung und Führungsrolle bei Transportphänomenen mit Schwerpunkt auf biochemischer und biomedizinischer Technik mit Anwendung auf Blutoxygenierung, Bioseparationstechniken und diabetische Reaktionen.“
Im Frühjahr 2016 veranstaltete die Abteilung für Chemie- und Biologieingenieurwesen der University of Wisconsin qbio 2016, ein Symposium anlässlich Edwin Lightfoots neunzigstem Geburtstag.

## Werke
Lightfoot ist Co-Autor mehrerer Bücher über die Transporttheorie; das Buch Transport Phenomena wurde unter anderem in Spanisch, Italienisch, Tschechisch, Russisch und Chinesisch übersetzt.
- Transport Phenomena, mit R. Byron Bird und W. E. Stewart, John Wiley & Sons, (1960, 2. Auflage 2002).
- Transport Phenomena in Living Systems: Biomedical Aspects of Momentum and Mass Transport, John Wiley & Sons, (1974).